# Grgur Palama
Grgur Palama (grčki: Γρηγόριος Παλαμάς; Carigrad, 1296./1297. – Solun, 14. studenog 1359.) bio je bizantski mistični teolog i svetac.
Od 1316. bio je atoski monah. Smatra se jednim od glavnih predstavnika hezihazma. Na kraju mu je nauk, unatoč kritikama racionalista, bio odobren na nekoliko carigradskih sinoda (1341. i 1351). Godine 1347. postaje solunski arhiepiskop. Njegova teologija o „božanskim energijama” omogućila je da se koncept Filioque uklopi u Nicejsko-carigradsko vjerovanje. Na taj je način uspostavio teološku poveznicu između pravoslavlja i katolicizma. Spomendan mu je 14. studenog.

### Mrežna sjedišta
- Palama, Grgur, sv. Hrvatska enciklopedija, mrežno izdanje. Pristupljeno 9. studenoga 2024.